# فهرست سیاره‌های کوتوله ممکن

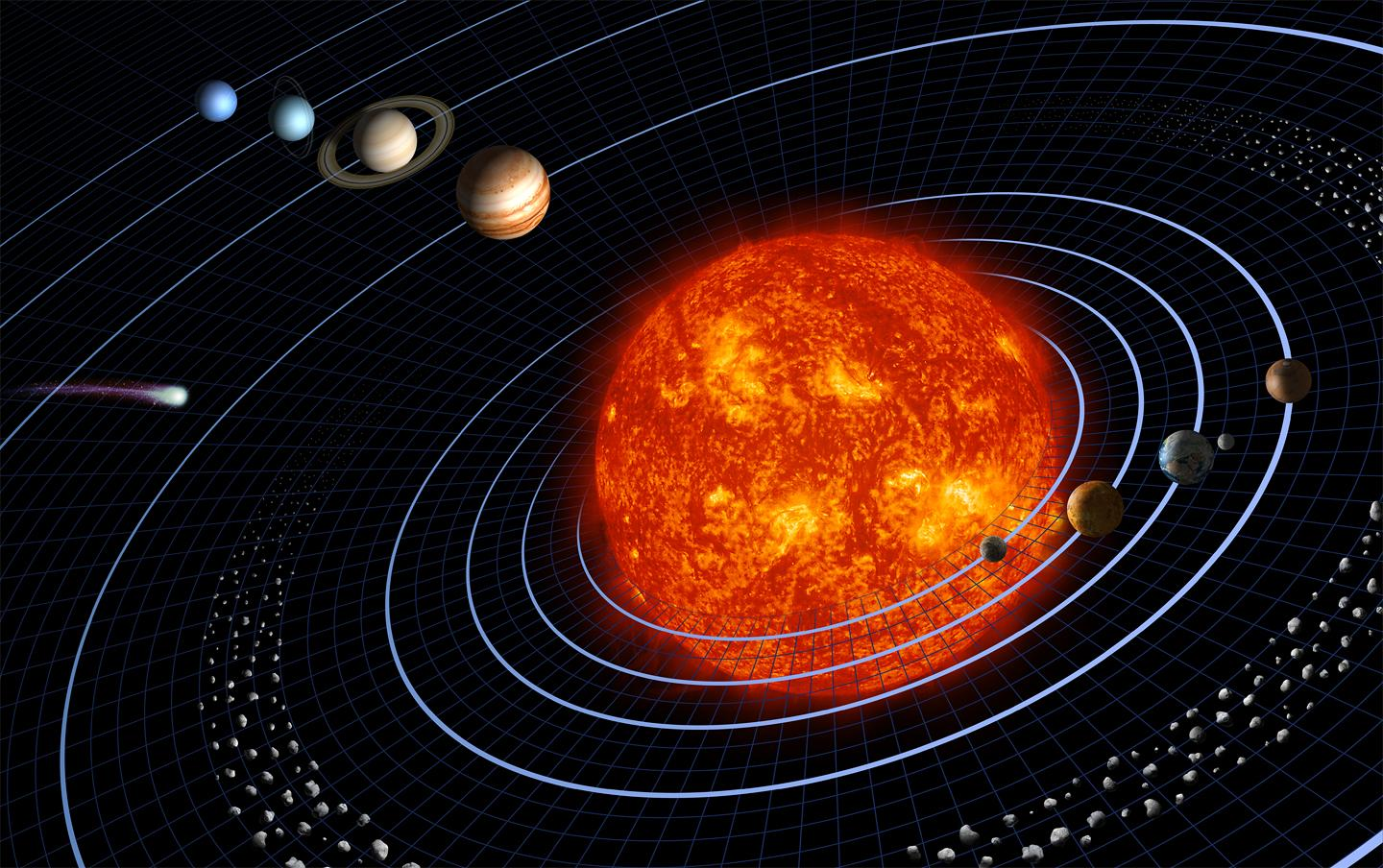
Solar sys8

فهرست سیاره‌های کوتوله ممکن (به انگلیسی: List of possible dwarf planets) فهرستی از جرم‌های آسمانی در منظومه شمسی است که به دلیل در دست نبودن اندازه‌های دقیق آن‌ها؛ با توجه به محدودیت‌ها در تعریف رسمی سیارهٔ کوتوله، اتحادیه بین‌المللی اخترشناسی (IAU) تاکنون موفق به تأیید مرتبهٔ آن‌ها در این رده‌بندی نبوده‌است.
تخمین زده می‌شود که در حدود ۲۰۰ سیارهٔ کوتوله در کمربند کویپر در بخش بیرونی سامانهٔ خورشیدی وجود داشته‌باشد و احتمالاً بیش از ۱۰٬۰۰۰ دیگر در بخش فراتر این منطقه بتواند شناسایی شود. در بخش درونی سامانهٔ خورشیدی، اتحادیهٔ بین‌المللی اخترشناسی تاکنون چهار جرم پلوتو، اریس، هائومبا و ماکی‌ماکی و نیز سرس را به عنوان سیارهٔ کوتوله پذیرفته‌است.